# Голяки
Голяки́ — село в Україні, у Черкаському районі Черкаської області, підпорядковане Степанецькій сільській громаді. Населення становить 404 мешканці. Відстань до залізничної платформи Моринці — 2 км.

## Географія
У селі бере початок річка Безіменна.

## Історія
В кінці 17-го, на початку 18 століття навколишні ліси нинішнього села були вподобані першими мешканцями, що оселились у Монаховому проваллі, що неподалік села Мельники і заснували село. Існує багато легенд серед старожилів, у яких говориться, що колись ці навколишні ліси були добрим сховищем для гуляків (вільних людей), які брали участь у гайдамаччині, та начебто від них і пішла назва села.
Століття тому село належало нащадкам знаменитого польського роду Понятовських — Марії Іванівни, Ядвізі Артурівні та Олександру Дмитровичу Бутурліну, у якому на той час містилося 202 двори та 2103 жителі, православна церква, церковно-приходська школа, топчак, 8 вітряків та 2 кузні.
У 1920 році у селу була створена комуна, яка проіснувала чотири роки без будь-якої матеріальної допомоги з боку держави під керівництвом Романа Васильовича Нестеренка. У 1930 році у селі було створено колгосп, організаторами якого виступили М. О. Ракоїд, А. Д. Голуб, П. П. Левченко, Д. С. Піддубник.

## Видатні люди
- Стороженко Руслан Валерійович (1996, с. Голяки — 2023) — український військовик-доброволець і громадський діяч, засновник організації «Моя мовна стійкість», загинув на Російсько-українській війні.